# Posługa Głębszego Życia Chrześcijańskiego
Posługa Głębszego Życia Chrześcijańskiego (ang. Deeper Christian Life Ministry) – nigeryjski kościół ewangelikalny znany także jako Biblijny Kościół Głębszego Życia (ang. Deeper Life Bible Church), z międzynarodową siedzibą w Lagos, w Nigerii. Kościół chociaż funkcjonuje jako bez-denominacyjny, ma charakter zielonoświątkowy, co widać w jego naukach o zbawieniu z grzechów, świętym życiu i uzdrawianiu chorych. Kościół jest prowadzony przez pastora Williama F. Kumuyi.
W 2018 roku otwarto nową siedzibę kościoła w Lagos, budynku zdolnego pomieścić 30 tys. osób. Do kościoła w Lagos na coniedzielne nabożeństwa uczęszcza 60 tys. osób.   
Oprócz tego posiada ponad 5 tys. kongregacji w całej Nigerii i liczy ponad 1 milion wiernych w ponad 60 państwach na całym świecie.